# Mina Lucía (Atauri)
Mina Lucía (Atauri) es una mina de asfaltos naturales que se encuentra en el concejo de Atauri, perteneciente al municipio de Arraya-Maestu, en la cuadrilla de Montaña Alavesa de Álava. 

## Situación
Se encuentra en el parque natural de Izki, en una zona geológica en la que las rocas contienen elevados niveles asfálticos, que permiten ver el mineral de asfalto en formas líquidas solidificadas.

## Historia
Tuvo actividad productiva desde 1872 hasta finales de los años 20 del siglo XX aproximadamente. Junto con la Mina de San Ildefonso, la Mina de San Román de Campezo y otras de la Montaña Alavesa, fueron las minas de asfalto natural más productivas del Estado en aquella época. La extracción y molido de la roca asfáltica hasta su conversión en polvo solo la realizaba en España la Compañía de Asfaltos de Maestu en Atauri.
La forma de sacar el asfalto era la siguiente: mediante observación externa de la zona se preveía dónde podía haber más asfalto (color tierras). Mediante voladuras controladas se iban formando galerías por donde ir pasando y metiendo la maquinaria de trabajo: Se iban introduciendo unas herramientas llamadas barrenas en las paredes, golpeándolas con mazas, y ahí, en el hueco que quedaba tras quitar el accesorio de hierro, se colocaban los explosivos. Así se iban dejando grandes columnas que fueran sujetando el peso de la tierra del techo de la mina, para que no hubiera desprendimientos, redondeándolas para evitar roces y daños en personas, y otras partes libres para los caminos de paso. Así hacían distintas galerías que componían las estancias de la excavación, unas de trabajo, otras de almacenes, etc. a lo largo y ancho de toda la mina. 
En 1915, debido a la competencia establecida por las potentes y modernas refinerías de petróleo y la difusión y comercialización internacional de sus derivados, la producción se redujo a panes de asfalto y baldosa comprimida. Será el periodo de postguerra el que relance la empresa, fruto de la reorganización del mercado estatal.

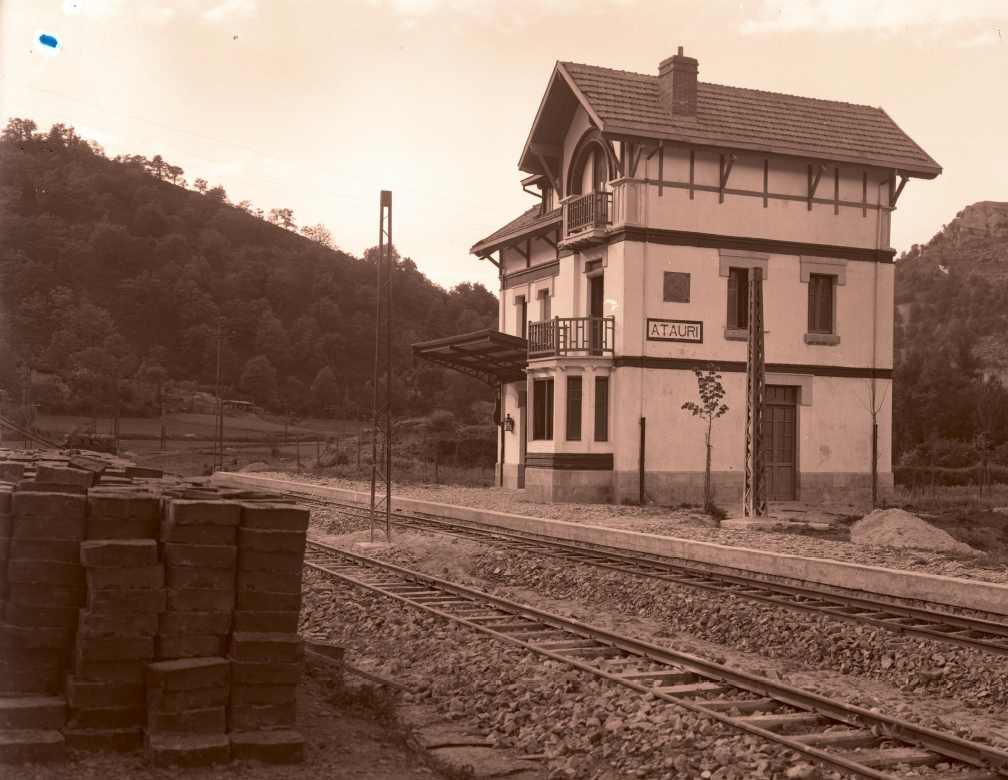
Panes de asfalto en la estación de Atauri - Fondo Archinet, FSS

A partir del 23 de septiembre de 1927, la línea Vitoria-Estella del Ferrocarril Vasco-Navarro, que discurría junto a las instalaciones de las minas, y donde se construyó la estación de Atauri, facilitó mucho el transporte de los productos elaborados con el asfalto natural en sus vagones. Su óptima ubicación junto al ferrocarril permitiría años después su relanzamiento sobre la base de los derivados del petróleo y, cambiando de materia prima, dedicarse a la elaboración de asfaltos y alquitranes industriales. 

### Compañía de Asfaltos de Maestu

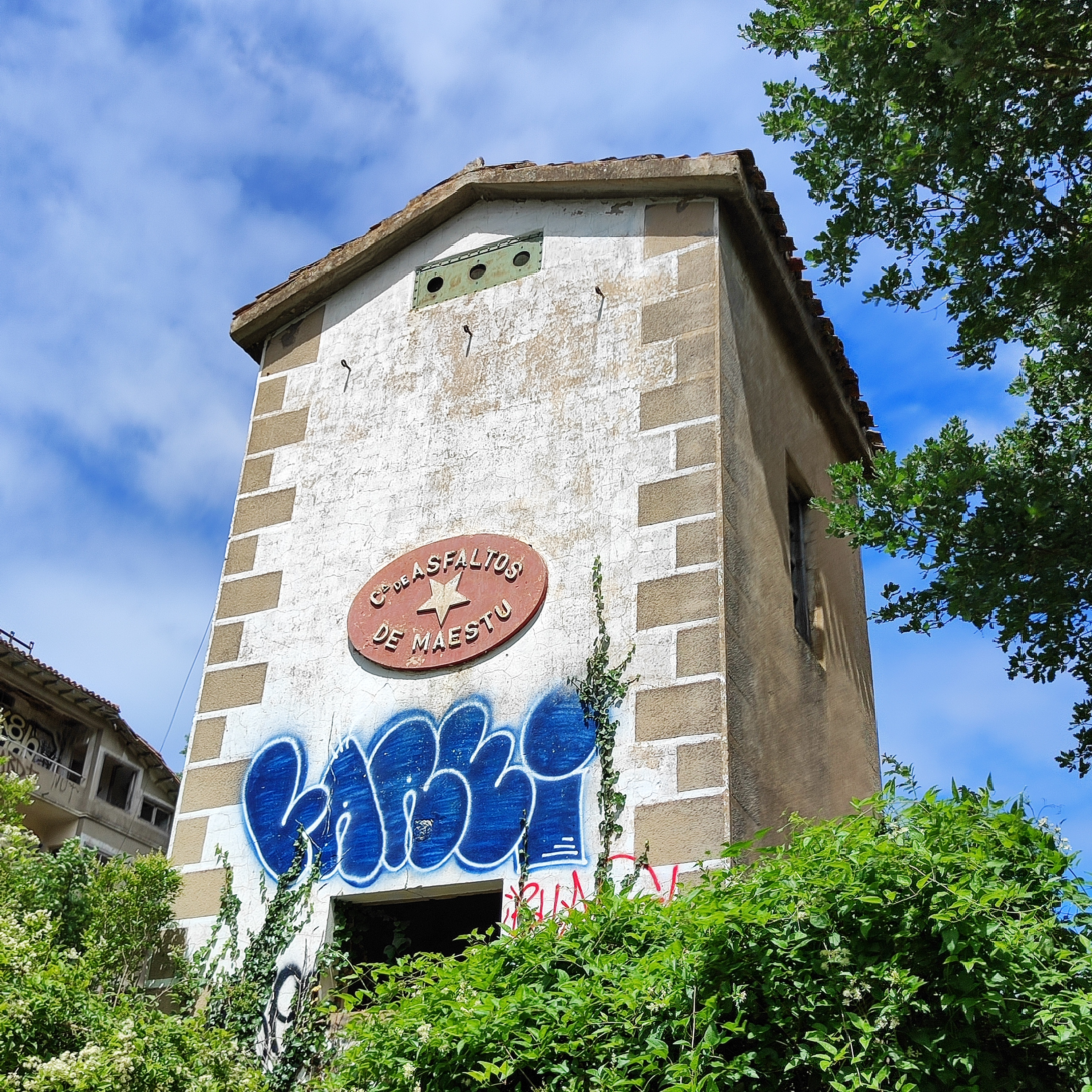
Fábrica de Asfaltos de Maestu

La fábrica de Gustaldapa, denominada “Asfaltos de Maestu” estaba compuesta por ocho edificios y varios patios o espacios de tránsito, además de otros terrenos. El primero estaba destinado a fábrica de panes y losetas de asfalto; el segundo albergaba la maquinaria motriz de vapor, la caldera, la fragua, los tornos, el molino y las machacadoras de roca; el tercero acogía las cuadras, un taller de carpintería y el almacén de herramientas; el cuarto servía de pajar y almacén; en el quinto se alojaban los trabajadores; el sexto contenía las oficinas y vivienda del director; el séptimo se hallaba sin uso y por último el octavo servía de polvorín. En los patios o espacios abiertos se ubicaba el depósito de agua, el almacén de panes y losetas y también la leña. Los terrenos circundantes se destinaban a cultivar hortalizas, verduras y cereales.
Todo el complejo ocupaba una extensión de tres hectáreas. La fábrica de “San Ildefonso”, tras decidir la Compañía edificar la nueva de Atauri, quedó en segundo lugar, pudiendo decirse que su actividad era limitada tras los años cuarenta del siglo pasado, limitándose el trabajo a extracciones residuales y complementarias con destino a la nueva fábrica.

## Recuperación y puesta en valor
Estuvo más de 100 años hibernada, continuando con la producción de asfalto de forma natural en sus entrañas. El estado "lamentable" del complejo minero (minas, fábrica y estación de Atauri...) llevó, en el año 2015, a la Junta Administrativa de Atauri a elaborar un anteproyecto de acción del paisaje, que no tuvo el recorrido que la Junta esperaba.

En el año 2018 la Diputación Foral de Álava lanzó un plan de recuperación de la zona minera de Arraya-Maestu. Este proceso se hizo sin contar con la Junta Administrativa de Atauri, por lo que decidieron conformar una plataforma popular por la recuperación sostenible del patrimonio histórico y ambiental de la zona minera de Atauri.

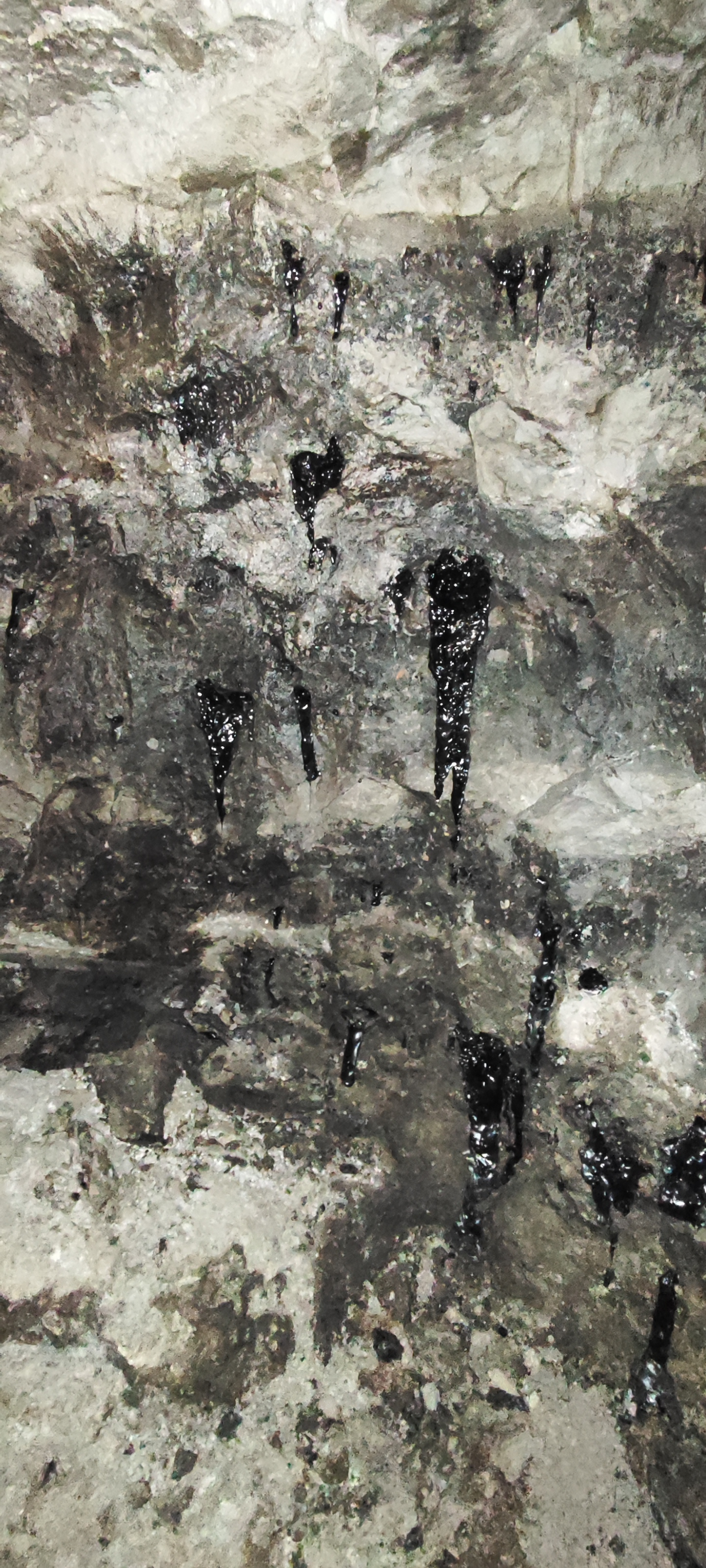
Emanación de asfalto natural

En 2019, se accedió a una subvención del Plan POCTEFA apra crear un anteproyecto de recuperación. Y las Juntas Generales de Álava aprobaron una moción sobre la necesidad de recuperación y puesta en valor de la mina de asfaltos de Atauri, y del reconocimiento de la Junta Administrativa de Atauri como sujeto activo, junto con el resto de juntas administrativas afectadas y el Ayuntamiento de Arraya-Maestu.
En 2020 se firmó un convenio de colaboración entre Gobierno Vasco y Diputación Foral de Álava para acondicionar del espacio para que visitantes puedan adentrarse en la antigua mina 300 metros.Y comenzaron los trabajos de puesta en seguridad, consolidación y acondicionamiento para el uso público y ecoturístico de la mina.
Mina Lucía se abrió al público en marzo de 2023, primero para vecinas y vecinos de la Montaña Alavesa y, posteriormente, al público en general. La recuperación de la mina ha permitido restaurar espacios degradados para su difusión didáctica, divulgativa, así como para fines de turismo industrial y recreativos.En ella se puede ver emanar asfalto natural.